# All your base are belong to us

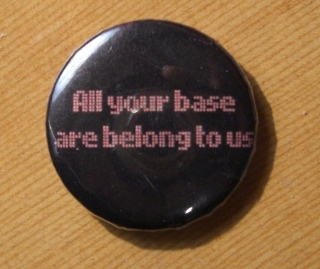
Chapa con la famosa frase.

«All your base are belong to us», abreviado como AYBABTU y literalmente traducido como «Todas sus base son nos pertenecen», es uno de los ejemplos más populares del Engrish o mala traducción del japonés al inglés.
La frase se acuñó a raíz de la traducción usada en la escena inicial del videojuego japonés Zero Wing, producido por Toaplan en 1989. Concretamente, la frase pertenece a la versión europea de la consola Sega Mega Drive, que se comercializó en 1992. En otras se modificó la introducción o se sustituyeron los subtítulos por voces.
La escritura correcta de esta frase sería «All your bases now belong to us», y su traducción «Todas vuestras bases nos pertenecen ahora».

## Traducción

### Texto original japonés e inglés[1]
西暦２１０１年
戦いは始まった。
艦長：一体どうしたと言うんだ！
機関士：何者かによって、爆発物が仕掛けられたようです。
通信士：艦長！通信が入りました！
艦長：なにっ！
通信士：メインスクリーンにビジョンが来ます。
艦長：おっお前は！
ＣＡＴＳ：おいそがしそうだね、諸君。
CATS：連邦政府軍のご協力により、 君達の基地は、全てCATSがいただいた。
ＣＡＴＳ：君達の艦も、そろそろ終わりだろう。
艦長：ばっばかなっ・・・！
ＣＡＴＳ：君達のご協力には感謝する。
ＣＡＴＳ：せいぜい残り少ない命を、大切にしたまえ・・・・。
ＣＡＴＳ：ハッハッハッハッハッ・・・
通信士：艦長・・・
艦長：ＺＩＧ全機に発進命令！！
艦長：もう彼らに託すしかない・・
艦長：たのむぞ。ＺＩＧ！！
艦長：我々の未来に希望を・・・
In A.D. 2101
War was beginning.
Captain: What happen?
Mechanic: Somebody set up us the bomb.
Operator: We get signal.
Captain: What!
Operator: Main screen turn on.
Captain: It's you!!
Cats: How are you gentlemen!!
Cats: All your base are belong to us.
Cats: You are on the way to destruction.
Captain: What you say!!
Cats: You have no chance to survive, make your time.
Cats: Ha Ha Ha Ha....
Operator: Captain!!
Captain: Take off every 'ZIG'!!
Captain: You know what you doing.
Captain: Move 'ZIG'.
Captain: For great justice.

### Traducción correcta y traducción errónea
Por lo que se desprende de la traducción correcta del texto en japonés, se da a entender que "CATS" es el nombre de una organización, no del personaje que aparece en la pantalla.

2101 d. C.
La guerra ha comenzado.
Capitán: ¡¿Qué ha pasado?!
Mecánico: Un asaltante desconocido ha instalado un dispositivo explosivo.
Operador: ¡Capitán! ¡Hemos recibido una transmisión!
Capitán: ¿Qué?
Operador: La imagen está apareciendo en la pantalla principal.
Capitán: ¡E-eres tú!
CATS: Parecen ocupados, caballeros.
CATS: Con ayuda de las fuerzas del Gobierno de la Federación, CATS se ha apoderado de todas sus bases.
CATS: Su nave también está a punto de desaparecer.
Capitán: ¡N-no puede ser...!
CATS: Les agradezco su colaboración.
CATS: Aprovechen los últimos segundos de sus vidas...
CATS: Ja, ja, ja, ja, ja...
Operador: Capitán...
Capitán: ¡Os ordeno hacer despegar a todas esas unidades ZIG!
Capitán: Nuestra única alternativa es confiar en ellos...
Capitán: Nuestras esperanzas de futuro...
Capitán: ¡... Os las confiamos a vosotros, ZIG!
En el 2101 d. C.
La guerra estaba empezando.
Capitán: ¿Qué ocurren?
Mecánico: Alguien activó nos la bomba.
Operador: Obtenemos señal.
Capitán: ¡Qué!
Operador: Pantalla principal enciende.
Capitán: ¡Eres tú!
CATS: ¡¡Cómo están, caballeros!!
CATS: Todas sus base son nos pertenecen.
CATS: Están camino a la destrucción.
Capitán: ¡¡Qué tú dices!!
CATS: No tienen ninguna posibilidad de sobrevivir.
CATS: Hagan su tiempo.
CATS: Ja ja ja ja...
Operador: ¡¡Capitán!!
Capitán: ¡Despegue cada 'ZIG'!
Capitán: Tú sabes lo que haciendo.
Capitán: Mover 'ZIG'.
Capitán: Por gran justicia.

## AYBABTU en la cultura popular
La frase se ha convertido en un fenómeno cultural geek a partir del cual se han creado diversos productos, como camisetas y tazas.[cita requerida] También se menciona en diversas películas y videojuegos. 
- La clave de victoria en el juego Warcraft III es esta frase.
- En el juego Empire Earth, el truco de victoria es "Somebody set up us the bomb", y "All your base are belong to us" es el truco utilizado para conseguir 100 000 materiales.
- En Sturgis, Míchigan, siete adolescentes colocaron letreros por todo el pueblo con las frases "All your base are belong to us" y "You have no chance to survive make your time." Al no estar familiarizados con la frase, los residentes del lugar pensaron que se trataba de una amenaza terrorista puesto que en ese 1 de abril de 2003 Estados Unidos estaba en plena guerra con Irak.
- En el video musical de "Follow Me" del rapero Pato Pooh justo antes de que Adam Tensta rapee aparece la imagen de la pantalla en blanco y negro con la frase "All your base are belong to us"
- En el primer juego de la saga Mega Man Battle Network, un robot estropeado pronuncia esta frase antes de atacar al jugador.
- En el juego Command & Conquer Red Alert 3, uno de los generales japoneses dice esta frase.
- El 26 de marzo de 2010, en el capítulo "Verdades como puños" de La hora de José Mota, durante un episodio de El Tío La Vara, se oye una interferencia en la radio de un coche con la risa de CATS. En ese momento El Tío La Vara estaba dando una "lección" a un joven que tenía la música de su coche bastante alta.
- En el juego Guitar Hero World Tour, se modifica levemente la frase en las estadísticas de la canción "Too Much, Too Young, Too Fast", y aparece como "All your intro are belong to us".
- En el juego Guitar Hero 5 uno de los logros/trofeos que se pueden conseguir en la versión americana se llama "All four bass are belong to us."
- En el vídeo de "Pork And Beans", de la banda Weezer, se muestra una imagen del juego, pero se cambia levemente la frase, transformándola en "All your pork and beans are belong to us".
- La banda Combichrist utiliza una versión modificada de esta frase para una de sus canciones: "All your Bass belongs to us".
- En el videojuego Plantas contra Zombis, el penúltimo nivel de "I, Zombie" se titula "All your brainz are belong to us", haciendo parodia y cambiando levemente la frase mencionada.
- En el videojuego Plants vs. Zombies: Garden Warfare se muestra la frase "All ur brainz r belong to us" en forma de grafiti en varios mapas.
- En el videojuego Scribblenauts, de Nintendo DS, introducir "All your base are belong to us" hace que aparezca una sala con paredes de metal con una pantalla en el centro en la que aparece un cyborg, representando a CATS.
- YouTube estuvo bajo mantenimiento temporalmente, y la frase "All your video are belong to us" fue puesta cerca del logo.[2]
- En la página de videojuegos española Vidaextra se hace referencia a la frase con la sección semanal titulada "All your blog are belong to us".
- En el juego de Ben 10, de PlayStation 2, a veces cuando se destruye algún extraterrestre con Wildvine, este dice "All your weed are belong to us".
- En el juego Call of Duty: Modern Warfare 2 es desbloqueable un título llamado "All your base".
- En la novela visual Hoshizora no Memoria el protagonista recibe un mensaje de texto con la frase "All your base are belong to us", durante la ruta común.
- En la película Cop Out, protagonizada por Bruce Willis, un niño hace mención a la frase.
- En la estación de audio digital FL Studio la frase por defecto del vocoder es "All your base are belong to us".
- En el juego Age of Mythology, cuando se inserta la clave del oso láser y se clickea en la descripción sale la frase "Todas tus bases nos pertenecen".
- En el juego Starcraft 2, cuando se clickea varias veces al cuervo (Raven) una de sus frases escondidas es: "All your base are belong to us".
- En el juego Age of Empires se obtiene la victoria poniendo el truco "All your base are belong to us".
- En el tráiler de Command & Conquer: Generals, en el que se habla de la GLA, uno de sus soldados dice esta frase mientras se ven bombas detonando.
- En Newgrounds al calificar con un 5 (máxima puntuación posible) un juego o animación, en el botón sale "Woot!!! All my 5 R belong to this!"
- En la película Wreck-It Ralph esta frase aparece como grafiti en la estación de juegos cuando Ralph regresa de Pac-Man.
- En el tema musical de Dj Virus "All Your Bass" se escucha un sample de la famosa frase, aunque se cambia "Base" por "Bass".
- El gestor de ventanas Openbox muestra este mensaje cuando recibe la señal SIGSEGV.
- En el Log de SXe Injected se cambia esta frase a "All your game are belong to us", haciendo referencia a la capacidad de este software de evitar los trucos y cheats "capturando" al juego y controlándolo.
- En el último capítulo del anime Outbreak Company, Shinichi lleva una camiseta con esta frase. También se hace referencia en el episodio 8, en donde por un instante aparece esta frase en la televisión mientras Petrarca se encuentra jugando, haciendo referencia a Zero Wing
- En la aplicación Play Games, app oficial de juegos de Play Store, si se presiona: Arriba, arriba, abajo, abajo, izquierda, derecha, izquierda, derecha, aparece esta frase
- En el juego League of Legends, el personaje Veigar con el aspecto de campeón de Veigar Jefe Final tiene entre sus líneas de diálogo "Somebody set up us the bomb".
- En el juego Nintendo: Badge Arcade, el 8 de enero de 2016 el conejo tomaba un jugo de zanahoria que le hacía sentirse retro por lo que tomaba una forma de 8 bits y una de sus frases era "ALL. YOUR. BADGE. ARE. BELONG. TO. US.".
- En el juego Mafia II, en el capítulo 6 se puede encontrar a un preso dibujando en el suelo con un palo mientras susurra All your base are belong to us.
- En Battlefield 3 las chapas de "Conquista", "Dominación" y "Captura la bandera" muestran tres banderas en las que puede leerse "Al Yo Base Ar Be To Us", ya que se solapan unas sobre otras.
- En Forza Horizon y Forza Horizon 2 al ganar todas las carreras y campeonatos, se desbloquea un logro llamado "All Your Race Are Belong to Us".
- En la aplicación Google Play Juegos, en la pantalla Mis juegos, al simular con los dedos "arriba, arriba, abajo, abajo, izquierda, derecha, izquierda, derecha", aparecen 3 botones. Presionando B, A y después Start, se ganará un logro llamado: "All your game are belong to us".